# 1-heptanol
1-heptanolul (denumit și alcool n-heptilic sau alcool enantic) este un compus organic cu formula chimică CH3(CH2)6OH. Este un compus incolor lichid greu solubil în apă, dar miscibil cu eter dietilic și etanol.
Doar trei dintre izomerii heptanolului, în afară de 1-heptanol, prezintă o catenă liniară, mai exact 2-heptanol, 3-heptanol și 4-heptanol.
Este utilizat în produsele cosmetice pentru aroma sa plăcută.